# Dan Potra
Dan Nicolae Potra (né le 28 juillet 1979 à Timișoara) est un gymnaste roumain.
Il remporte le titre de champion d'Europe du concours général en 2002 et est médaille de bronze aux Jeux olympiques.